# Сакраменто, Жорже
Жорже́ Диа́с Сакраме́нто (порт.-браз. Jorge Dias Sacramento; 22 октября 1927, Салвадор, по другим данным 22 марта 1924, Ресифи — 30 июля 1998, Рио-де-Жанейро) — бразильский футболист, левый защитник и полузащитник. В 1982 и 1994 годах, по опросам Placar, Сакраменто признавался лучшим левым защитником в истории клуба «Васко да Гама».

## Карьера
Жорже Сакраменто начал карьеру в клубе «Портела» из Ресифи. Там его игру увидел Антонио Родригес Менезес, отец Адемира, который пригласил защитника на просмотр в «Васко да Гаму». С 1944 года Сакраменто стал игроком этого клуба, сначала выступая в молодёжном составе. В 1946 году Жорже сыграл за основу «Васко», при этом выходя на поле в полузащите клуба. Сакраменто вместе с Эли и Данило составили трио полузащиты команды, прозванной «Экспресс Виктория». Эта команда выиграла четыре чемпионата штата Рио-де-Жанейро, одержала победу в Клубном чемпионате Южной Америки, а в 1953 году завоевала Кубок Рио. Всего за клуб он провёл 239 матчей, по другим данным сыграл 353 матча и забил два гола. Завершил карьеру Сакраменто в клубе «Бангу» в 1955 году. За эту команду он провёл 44 матча и забил один гол.
Сакраменто играл за сборную штата Рио-де-Жанейро, с которой в 1946 году выиграл чемпионат страны. Он несколько раз вызывался в стан сборной Бразилии, но на поле так и не вышел.
Завершив игровую карьеру, Сакраменто пытался работать тренером, но неудачно. Позже он устроился на должность водителя автобуса. Жорже умер в 1998 году от дыхательной недостаточности.

## Достижения
- Чемпион Бразилии среди сборных штатов: 1946
- Победитель Муниципального турнира по футболу в Рио-де-Жанейро: 1946, 1947
- Чемпион штата Рио-де-Жанейро: 1947, 1949, 1950, 1952
- Победитель Клубного чемпионата Южной Америки: 1948
- Победитель турнира Начала чемпионата Рио-де-Жанейро: 1948, 1955
- Обладатель Кубка Рио: 1953